# Mount Kanlaon Natural Park
Het Mount Kanlaon Natural Park is een uitgestrekt natuurgebied rond de actieve vulkaan Mount Kanlaon op het Filipijnse eiland Negros. Het gebied is 248,54 km² groot en ligt op de grens van de provincies Negros Occidental en Negros Oriental op zo'n 30 kilometer ten zuidoosten van Bacolod. Het park werd in 1934 uitgeroepen tot beschermd gebied. Proclamatie nr. 1008 van 8 mei 1997 veranderde de status van het gebied in nationaal park.
Het landschap van Mount Kanlaon Natural Park wordt gedomineerd de 2435 meter hoge vulkaan. Deze stratovulkaan is de hoogste berg van Negros en behoort tot de tien meest actieve vulkanen van de Filipijnen. Het hellingen van de vulkaan zijn bijzonder steil en eindigen abrupt bij de scherpe randen van de ongeveer 500 meter brede krater. Ten noorden van de krater bevindt zich een oude inactieve krater, die bekendstaat als Margaha Valley. Deze krater is in tegenstelling tot de top van Mount Kanlaon begroeid met gras. Tijdens het regenseizoen vormt zich hier een ongeveer drie meter diep kratermeer. Wat verder naar het noorden ligt Mount Makawiwili, waarna het terrein aan de noordzijde stapsgewijs, onderbroken door enkele kratermeren, steeds lager wordt tot aan de heetwaterbronnen van Mambucal.
In het regenwouden van Mount Kanlaon Natural Park leven diverse zeldzame diersoorten. Voorbeelden van in het park levende bedreigde Filipijns-endemische soorten zijn zoogdieren als het Visayawrattenzwijn en het Prins-Alfredhert en vogels als de Panay-neushoornvogel, Ripleys jufferduif, de Negrosdolksteekduif, de hoefijzermuskaatduif en de Negrosjunglevliegenvanger.

## Bron
- Hicks, Nigel (2000) The National Parks and Other Wild Places of the Philippines, New Holland Publishers, London.